# Slawisch-Griechisch-Lateinische Akademie
Die Slawisch-Griechisch-Lateinische Akademie (russisch Славяно-греко-латинская академия / Slawjano-greko-latinskaja akademija, wiss. Transliteration Slavjano-greko-latinskaja akademija; engl. Slavic Greek Latin Academy) wurde 1687 gegründet. Die Slawisch-Griechisch-Lateinische Akademie war die erste höhere Bildungseinrichtung in Russland. Sie wurde in Moskau gegründet und existierte bis 1814.
In Kiew gab es eine Griechisch-Lateinische Akademie von Petro Mohyla. Diese war das Vorbild für die Moskauer Akademie und ihre Hauptquelle für die Rekrutierung von Lehrkräften.
Die Slawisch-Griechisch-Lateinische Akademie war 1687 aufgrund einer Initiative des Hofpredigers und -dichters Simeon Polozki (1629–1680) eingerichtet worden.
Zu ihren Veröffentlichungen zählen eine slawisch-griechisch-lateinische Fibel im Jahre 1701, ein Lexikon (1704) und verschiedene akademische Denkschriften.
Der Metropolit Platon war hier Zögling von 1746 bis 1757.
Die Slawisch-Griechisch-Lateinische Akademie gilt als Vorläuferin des heutigen Priesterseminars im Dreifaltigkeitskloster von Sergijew Possad.